# Masamichi Takesaki
Masamichi Takesaki (jap. 竹崎 正道, Takesaki Masamichi; * 18. Juli 1933 in Sendai) ist ein japanischer Mathematiker, der sich mit Operatoralgebren beschäftigt.

## Leben
Takesaki studierte an der Universität Tōhoku mit dem Diplomabschluss 1958 und der Promotion 1965 zum Thema Representation Theory of Operator Algebras. Ab 1958 war er Forschungsassistent am Tokyo Institute of Technology und 1965 bis 1968 Associate Professor an der Universität Tohoku. 1968/69 war er Visiting Associate Professor an der University of Pennsylvania und ab 1970 Professor an der University of California, Los Angeles (UCLA).
Er war unter anderem Gastprofessor an der Universität Aix-Marseille (1973/74) und in Bielefeld (1975/76).
Er ist bekannt für die Tomita-Takesaki-Theorie modularer Automorphismen von Von-Neumann-Algebren. Sie wurde von Minoru Tomita bis 1967 entwickelt, war aber schwer verständlich, nur teilweise (auf Japanisch) veröffentlicht und wurde wenig beachtet, bevor sie Takesaki 1970 in einem Buch darstellte.
1970 war er Invited Speaker auf dem Internationalen Mathematikerkongress in Nizza (One parameter automorphism groups and states of operator algebras). 1990 erhielt er den Fujiwara Wissenschaftspreis. Er ist Fellow der American Mathematical Society.

## Schriften
- Tomita's theory of modular Hilbert algebras and its applications, Lecture Notes Mathematics, Band 128, Springer Verlag 1970
- Theory of operator algebras, 3 Bände, Encyclopedia of Mathematical Sciences, Springer Verlag, 2001 bis 2003 (der erste Band erschien schon 1979 in 1. Auflage)